# Нетцов-Ліпен
Нетцов-Ліпен (нім. Neetzow-Liepen) — громада в Німеччині, розташована в землі Мекленбург-Передня Померанія. Входить до складу району Передня Померанія-Грайфсвальд. Складова частина об'єднання громад Анклам-Ланд.
Площа — 43,18 км2. Населення становить 807 ос. (станом на 31 грудня 2020).